# 奥里盤人
奥里 盤人（おくり ばんと）は、日本のCG・FLASHアニメーションデザイナー。福島県出身。

## 人物
会津地方を拠点にFlash職人として製作活動を行っている。2008年に「ショート ショート ショート アニメーション OMNIBUS」で第1回すかがわ国際短編映画祭映像コンクール入選。

## 主な作品
- 白衣の戦士ナイチンガール（Windows POWER）
- 壊れた時計（テックウィン）
- 最後の一葉（原作・オー・ヘンリー、アスキーダッシュ）